# Бойченко Володимир Маркович
Володимир Маркович Бойченко (нар. 2 березня 1939— пом. 2018, Суми, Україна) — радянський футболіст, що початково грав на позиції нападника, пізніше захисника і півзахисника. Відомий виступами за низку українських футбольних команд класу «Б», особливо у складі луцького футбольного клубу «Волинь», у складі якого є автором першого забитого голу команди у чемпіонатах СРСР і одночасно автором першого хет-трику.

## Клубна кар'єра
Володимир Бойченко розпочав свою кар'єру футболіста команди майстрів із виступів за новостворену команду радянського класу «Б» «Волинь» із Луцька. У першому ж матчі команди на виїзді із «Зіркою» із Кіровограда Бойченко не тільки відзначився першим забитим м'ячем новоствореної команди, а й зробив перший хет-трик в історії команди, що принесло перемогу «Волині» із загальним рахунком 3-1. Протягом сезону Володимир Бойченко був одним із гравців основи команди та її кращим бомбардиром, відзначившись протягом сезону 8 забитими м'ячами. Проте вже в середині чемпіонату він вступив у конфлікт із тренерським штабом команди, що привело до того, що Бойченко по закінченні сезону покинув луцьку команду. У подальшому Володимир Бойченко виступав за команди майстрів класу «Б» із Сум «Авангард» і «Спартак». закінчив виступи в командах майстрів Володимир Бойченко після закінчення сезону 1967 року. У 1996 році виконував обов'язки головного тренера сумської команди «Агротехсервіс».